# Nezdice na Šumavě
Nezdice na Šumavě – gmina w Czechach, w powiecie Klatovy, w kraju pilzneńskim. Według danych z dnia 1 stycznia 2014 liczyła 324 mieszkańców.